# Dokumentale
Die Dokumentale (Doxumentale) ist seit 2024 ein jährliches Filmfestival für Dokumentarfilme in Berlin für dokumentarische Formate, das sich der Förderung von Film, neuen Medien und Sachbüchern sowie Podcasts widmet.
Neben Filmen gibt es international ausgezeichnete Medienprojekte, VR-Erlebnisse und Lesungen. Das Festivalprogramm der Dokumentale spannt den Bogen von Zeitfragen bis hin zu persönlichen Erzählungen.

## Geschichte
2025 starteten die Filmfestivals dokKa Karlsruhe, Kasseler Dokfest, Lichter Filmfest Frankfurt International, Doxumentale Berlin und DOK.fest München die gemeinsame Streamingplattform dok@home für Dokumentarfilme.

## Dokumentale 2024
Das Festival umfasst 2024 rund 120 Screenings und Events. Es werden vom 10. bis 20. Oktober 53 Filme gezeigt, zehn davon im Wettbewerb.

## Dokumentale 2025
Eröffnet wurde die vom 12. bis 22. Juni laufenden Dokumentale in den Atelier Gardens als Doxumentale mit der Performance "Glanz & Widerstand", einer immersiven Erkundung des Wirkens der Schauspielerin Marlene Dietrich. Queere Themen gab es 2005 unter anderem mit Einblicken ins queere Tierreich, eine lesbische Astronautin oder eine trans Soul-Sängerin.

### Dokumentarfilme
Die Dokumentale 2024 eröffnet mit dem deutschen Film Sisterqueens von Clara Stella Hüneke, weiterhin laufen unter den 53 Filmen Santiago Mazas State of silence, eine Dokumentation über Filmemacherin Greta Gerwig („Itinerary of a Rising Star“), Dragan Jovićevićs Warm Film.
Neben klaren gesellschaftspolitischen Themen gibt es auch unterhaltsame Dokumentationen wie den deutschen Film Surfing Einstein, in dem Wissenschaftler und Wissenschaftlerinnen mehr oder weniger die Relativitätstheorie tanzen. Der Film Mozart’s Sister beschäftigt sich mit der Darstellung von Frauen in der Geschichtsschreibung. Die künstlerische Leiterin Anna Ramskogler-Witt im Interview mit dem kaput-mag: „Er [der Dokumentarfilm] kann einen Zugang zu anderen Lebensrealitäten schaffen – auf eine unmittelbare Weise. In Spielfilmprojekten gibt es einen größeren Spielraum, Realitäten zu erfinden. Mit Dokumentarfilmen kann man auch den Wissensdurst und die Neugierde der Menschen ganz anders befriedigen oder füttern. Das Schöne an unserem Job ist, dass wir unseren Horizont ständig erweitern dürfen und ständig etwas Neues lernen.“
25 der Filme werden online gestreamt.

### Thementage
Zudem gibt es Thementage zu Klimagerechtigkeit und Ethik, Kunst als Lebensretter, den Kampf gegen Desinformation – hier läuft Of Caravan and the Dogs von Askold Kurov über Dmitri Muratow und die Nowaja gaseta –, zu Rassismus in der Medizin oder den Sturm auf das Kapitol und rechte Narrative in der Gaming-Culture. Thematisiert wird auch der Kampf um eine globale Geschlechtergerechtigkeit.
Die einzelnen Filme laufen in acht Berliner Kinos und es gibt insgesamt 16 Veranstaltungsorte, darunter Kater Blau, die Berlinische Galerie, das Dokumentationszentrum Flucht, Vertreibung, Versöhnung und das Zeiss-Großplanetarium. So verbindet das Festival das Berliner Nachtleben mit der Berliner Kulturwelt.

### Filmschaffenden-Plattform
Mit der internationalen Filmschaffenden-Plattform D’Hub treffen Dokumentarfilmer im Rahmen von Workshops, Diskussionsrunden und dem The Good Media Pitch auf Entscheider, Politiker und zivilgesellschaftliche Akteure, um neue Kooperationen und Kampagnen zu entwickeln, die gut für die Filme und gut für die Gesellschaft sind. Die Dokumentale bietet mit dem D’Salon ein interaktives Diskussionsforum. Im Festivalzentrum Living Berlin gibt es eine Ausstellung zu Virtual reality.

## Organisation
Vivian Schröder (Impact Director), Anna Ramskogler-Witt (Artistic Director)